# 瀬谷町
瀬谷町（せやちょう）は、神奈川県横浜市瀬谷区の地名。「丁目」の設定のない単独町名である。住居表示未実施区域
。町の大部分が米軍基地である上瀬谷通信施設であった。

## 地理
元は瀬谷区の中・西部の広い範囲を占めていたが、1970〜80年代の町界町名地番整理事業により、多くの地域が分割された。その後は上瀬谷通信施設と周辺の開発規制区域を中心とする（県営細谷戸ハイツのみ住宅区域）瀬谷区北西部の範囲になっている。

### 字
細谷戸前、細谷戸、細谷戸向、廣町、田向、横谷戸、東野、田切、中丸、松下、平池向

## 歴史

### 沿革
横浜市に編入前のこの場所は、鎌倉郡瀬谷村大字瀬谷であった。
- 1939年（昭和14年）4月1日 - 横浜市に編入し、横浜市戸塚区瀬谷町となった[6]。
- 1969年（昭和44年）5月1日 - 大和町（現在の大和市）との境界を変更する[7]。
- 1969年（昭和44年）10月1日 - 瀬谷区の新設により、横浜市瀬谷区瀬谷町となった[8]。
- 1972年（昭和47年）3月25日、1973年（昭和48年）11月1日 - 大和市との境界を変更する[9]。
- 1974年（昭和49年）8月12日 - 瀬谷町の一部を北町、目黒町、五貫目町へ編入[9]。
- 1976年（昭和51年）9月15日 - 土地区画整理事業に伴い、瀬谷町の一部を戸塚区和泉町、上飯田町へ編入[10]。
- 1977年（昭和52年）3月28日 - 瀬谷町の一部を上瀬谷町、竹村町、中屋敷一丁目、中屋敷二丁目へ編入[9]。
- 1978年（昭和53年）7月17日 - 瀬谷町の一部を本郷一丁目、本郷二丁目、本郷三丁目へ編入[9]。
- 1978年（昭和53年）12月20日 - 瀬谷町の一部を東野へ編入[11]。
- 1979年（昭和54年）8月20日 - 瀬谷町の一部を南瀬谷一丁目、南瀬谷二丁目へ編入[11]。
- 1980年（昭和55年）3月31日 - 瀬谷町の一部を上瀬谷町、竹村町、中屋敷一丁目、本郷一丁目、本郷三丁目、目黒町、卸本町へ編入[11]。
- 1981年（昭和56年）4月13日 - 瀬谷町の一部を南台一丁目、南台二丁目、宮沢町へ編入[11]。
- 1981年（昭和56年）11月9日 - 瀬谷町の一部を下瀬谷一丁目、下瀬谷二丁目、下瀬谷三丁目へ編入[12]。
- 1982年（昭和57年）10月25日 - 瀬谷町の一部を北新、橋戸一丁目、橋戸二丁目、橋戸三丁目へ編入[13]。
- 1984年（昭和59年）8月6日 - 瀬谷町の一部を瀬谷四丁目、瀬谷五丁目、瀬谷六丁目へ編入[13]。
- 1984年（昭和59年）11月5日 - 瀬谷町の一部を瀬谷一丁目、瀬谷二丁目、瀬谷三丁目へ編入[13]。
- 1985年（昭和60年）11月5日 - 瀬谷町の一部を相沢一丁目、相沢二丁目、相沢三丁目、相沢四丁目、中央へ編入[13]。
- 1986年（昭和61年）10月6日 - 瀬谷町の一部を相沢五丁目、相沢六丁目、相沢七丁目、中屋敷三丁目、本郷四丁目へ編入[14]。
- 1987年（昭和62年）10月26日 - 瀬谷町の一部を東野台へ編入[14]。
- 2015年（平成27年）6月30日 - 上瀬谷通信施設が、施設を含め土地全体で日本に返還された[15]。

## 世帯数と人口
2025年（令和7年）6月30日現在（横浜市発表）の世帯数と人口は以下の通りである。
| 町丁   | 世帯数    | 人口    |
| ------ | --------- | ------- |
| 瀬谷町 | 1,364世帯 | 2,454人 |

### 人口の変遷
国勢調査による人口の推移。
| 年                 | 人口  |
| ------------------ | ----- |
| 1995年（平成7年）  | 3,141 |
| 2000年（平成12年） | 2,645 |
| 2005年（平成17年） | 3,263 |
| 2010年（平成22年） | 3,216 |
| 2015年（平成27年） | 2,893 |
| 2020年（令和2年）  | 2,704 |

### 世帯数の変遷
国勢調査による世帯数の推移。
| 年                 | 世帯数 |
| ------------------ | ------ |
| 1995年（平成7年）  | 1,189  |
| 2000年（平成12年） | 1,084  |
| 2005年（平成17年） | 1,364  |
| 2010年（平成22年） | 1,340  |
| 2015年（平成27年） | 1,289  |
| 2020年（令和2年）  | 1,293  |

## 学区
市立小・中学校に通う場合、学区は以下の通りとなる（2024年11月時点）。
| 番・番地等                                                                          | 小学校               | 中学校             |
| ----------------------------------------------------------------------------------- | -------------------- | ------------------ |
| 3992〜4045番地 4080〜4177番地 4950番地 4971〜5144番地 5581〜5586番地 5605〜6011番地 | 横浜市立相沢小学校   | 横浜市立東野中学校 |
| 5145〜5580番地 5587〜5604番地                                                       | 横浜市立二つ橋小学校 | 横浜市立東野中学校 |
| 6012〜6046番地 6054〜6126番地 6185〜9409番地                                        | 横浜市立上瀬谷小学校 | 横浜市立瀬谷中学校 |

## 事業所
2021年（令和3年）現在の経済センサス調査による事業所数と従業員数は以下の通りである。
| 町丁   | 事業所数 | 従業員数 |
| ------ | -------- | -------- |
| 瀬谷町 | 19事業所 | 371人    |

### 事業者数の変遷
経済センサスによる事業所数の推移。
| 年                 | 事業者数 |
| ------------------ | -------- |
| 2016年（平成28年） | 15       |
| 2021年（令和3年）  | 19       |

### 従業員数の変遷
経済センサスによる従業員数の推移。
| 年                 | 従業員数 |
| ------------------ | -------- |
| 2016年（平成28年） | 326      |
| 2021年（令和3年）  | 371      |

## 施設
- 横浜市立上瀬谷小学校
- 瀬谷警察署 細谷戸駐在所
- 上瀬谷通信施設

## その他

### 日本郵便
- 郵便番号 : 246-0003[3]（集配局：瀬谷郵便局[25]）。

### 警察
町内の警察の管轄区域は以下の通りである。
| 番・番地・地域等 | 警察署     | 交番・駐在所 |
| --- | ---------- | ------------ |
| 4016〜4150番地、5292〜5543番地、 5547〜5559番地、5563〜5567番地、 5586〜5635番地、5780番地、 5807〜5818番地、5871〜5877番地、 5923番地、5930〜5939番地、 5945〜5954番地 | 瀬谷警察署 | 細谷戸駐在所 |
| 5544番地、5562番地、5569番地、5572番地、 5583番地、5641〜5751番地、 5801番地、5826〜5856番地、 5899〜5922番地、5924〜5927番地、 5940番地、5983〜9409番地                | 瀬谷警察署 | 目黒交番     |